# سیارک ۳۹۷۷
سیارک ۳۹۷۷ (به انگلیسی: 3977 Maxine، نامگذاری:1983LM) سه هزار و نهصد و هفتاد و هفتمین سیارک کشف شده‌است که در ۱۴ ژوئن ۱۹۸۳ کشف شد.
قدر مطلق سیارک برابر ۱۲٫۳۰ است.